# Edmund Giemsa
Edmund Giemsa (Giemza) (né le 16 octobre 1912 à Ruda Śląska en Pologne et mort le 30 septembre 1994 à Chinnor en Angleterre) était un joueur de football international polonais, dont le poste était défenseur.

## Biographie
Il commence sa carrière en tant qu'attaquant, puis est reconverti en milieu de terrain plutôt défensif, et tireur de coups francs.
Giemsa joue principalement avec le Ruch Chorzów et avec l'équipe de Pologne de football. Avec Ruch, il est plusieurs fois champion de Pologne (1933, 1934, 1935, 1936, 1938).
Le 4 juin 1933 à Varsovie, il fait ses débuts internationaux en sélection (Pologne - Belgique 0-1). 
Il joue en tout 9 matchs avec les Polonais, et n'inscrit aucun but. Il fait partie de l'effectif qui dispute la coupe du monde 1938 en France, mais reste sur le banc lors du match légendaire entre la Pologne et le Brésil où ils s'inclinent 5-6 après prolongation (le 5 juin 1938 à Strasbourg).
Son dernier match international est le 27 août 1939 à Varsovie (Pologne - Hongrie 4-2).
Durant la Seconde Guerre mondiale, il est forcé de rejoindre la Wehrmacht après l'invasion de son pays par Adolf Hitler, mais déserte pour rejoindre la résistance française. Après la guerre, Giemsa décide de rester au Royaume-Uni et ne rentre pas en Pologne.